# Cuscuta boliviana
Cuscuta boliviana är en vindeväxtart som beskrevs av Truman George Yuncker. Cuscuta boliviana ingår i släktet snärjor, och familjen vindeväxter. Utöver nominatformen finns också underarten C. b. paranensis.